# Йохауг, Тереза
Тере́за Йоха́уг (норв. Therese Johaug; род. 25 июня 1988[…], Далсбюгда, Хедмарк, Норвегия) — норвежская лыжница, четырехкратная олимпийская чемпионка 2010 и 2022 годов, 14-кратная чемпионка мира, трёхкратная обладательница Кубка мира в общем зачёте. Специализируется в дистанционных видах. Чемпионка Норвегии по лёгкой атлетике 2019 года в беге на 10 000 метров. Модель, дизайнер спортивной одежды.
Спортсменка добилась достижений: 10 раз в личных гонках выигрывала золотые медали на чемпионате мира по лыжным гонкам, одержала 81 победу в личных гонках на Кубке мира (второй показатель в истории после Марит Бьёрген)
Занимает второе место в истории чемпионатов мира по лыжным видам спорта по общему количеству наград (19) и по количеству наград в личных дисциплинах (14), уступая по обоим показателям только Марит Бьёрген. В каждой из современных дистанционных гонок, а также эстафете на чемпионатах мира Тереза побеждала как минимум три раза.
Единственная в мире 8-кратная победительница (по времени прохождения дистанции) гонки в гору Альпе Чермис на 9 километров, проводимой в рамках заключительного этапа многодневки «Тур де Ски».
В 2012 году удостоена специальной награды Олимпийского комитета Норвегии Porsgrunds Porselænsfabriks, вручаемой единожды женщинам за победу в 30-километровом марафоне в Осло; в 2013 году получила «Медаль Холменколлена» за выдающиеся достижения в области лыжного спорта.

## Семья
Родители: мать Гру и отец Турвальд. Тереза — второй ребёнок в семье из четырёх. У неё есть старший брат Йоаким, а также младший Карстейн (род. 1992), названный в честь дедушки, наряду с сестрой занимается лыжными гонками, и сестра Вероника.
В 2022 году Тереза Йохауг вышла замуж за норвежского гребца и врача-анестезиолога, чемпиона мира-2013 по двоеборью в соревнованиях «двоек» Нильса Якоба Хоффа (род. 5 февраля 1985 года в Бергене), с которым до этого встречалась более 7 лет.
18 мая 2023 года у супругов родилась дочь.

## Спортивная карьера
Тереза начинала со спортивной гимнастики, но став старше, перешла в лыжные гонки. В подростковом возрасте её кумирами были знаменитые норвежские лыжницы Марит Бьёрген и Бенте Скари, на которых она старалась равняться.

### Ранние годы
Первый раз Йохауг появилась в гонках под эгидой FIS в 26 ноября 2005 года в норвежском Шушёэне в гонке на 10 километров, где заняла 5-е место. До 2007 года выступала в соревнованиях второго эшелона, в которых показывала стабильный результат (не опускалась ниже 10-го места), за что и получила вызов на Кубок мира в составе основной сборной Норвегии.

### Сезон 2006/07
Первое выступление Йохауг в Кубке мира состоялось 27 января 2007 года в эстонском Отепя в гонке на 10 километров классическим стилем, где она заняла 8-е место. В рамках проводимого чемпионата Норвегии в этом же году Тереза завоевала бронзовую и золотую медали в 15-километровом скиатлоне и 30-километровом классическом марафоне соответственно, но настоящий прорыв 18-летняя лыжница совершила на чемпионате мира 2007 года в японском Саппоро. В аналогичном 30-километровом классическом марафоне восемнадцатилетняя Йохауг уверенно выиграла бронзовую медаль, пропустив вперед лишь финскую лыжницу Вирпи Куйтунен и подругу по команде Кристин Стёрмер Стейру.
С юниорского чемпионата мира в итальянском Тарвизио Тереза не уехала без награды. В 10-километровом скиатлоне норвежка была третьей.
Первый подиум в рамках Кубка мира Йохауг завоевала так же в 2007 году. 24 марта в шведском Фалуне Тереза стала третьей в пасьюте.
В итоговой таблице результатов сезона лыжница остановилась на 44-м месте с 92 очками.

### Сезон 2007/08
Результаты Йохауг стремительно росли вверх. Попав в эстафету на второй этап на открытие Кубка мира 2007/08 в норвежском Бейтостолене, Йохауг одержала свою первую победу вместе с Астрид Якобсен, Вибеке Скофтерюд и Марит Бьёрген. Аналогичная победа пришла спустя две недели в швейцарском Давосе.
В этом сезоне Йохауг провела свою первую многодневку «Тур де Ски», где смогла продержаться до конца и в условиях конкуренции занять высокое для себя 14-е место. Выиграла многодневку в тот сезон шведская лыжница Шарлотта Калла, с которой Терезу часто сравнивали в прессе.
Юниорский чемпионат мира в итальянском Валь-Веносте Йохауг выиграла «в одну калитку», не принимая участия только в спринте.
Под конец сезона на фоне усталость результаты Терезы немного упали, однако это не помешало ей закрепиться в основном составе сборной.
В итоговой таблице результатов сезона лыжница остановилась на 18-м месте с 403 очками.

### Сезон 2008/09
Сезон Кубка мира 2008/09 начался для Йохауг с победы в эстафете, а также двух третьих мест в французском Ла Клюза в 15-километром скиатлоне и эстафете в экспериментальном составе: вместе с Кристин Мёрер Стемланд, Бэтти-Энн Нильсен, Кристин Стёрмер Стейрой.
В многодневке «Тур де Ски» Йохауг начала с 26-го места в прологе, однако к концу смогла подняться на девятое итоговое место. В этом же году она впервые выиграла гонку в гору Альпе Чермис на 9 километров.
Вторая часть сезона сложилась для Йохауг не столь удачно. С чемпионата мира в чешском Либереце медалей увезти не удалось (лучший результат: четвёртая в эстафете и марафоне), довольно низкие результаты были и в Кубке мира, однако в завершающей многодневке в Фалуне Йохауг заняла второе место.
В итоговой таблице результатов сезона лыжница остановилась на 8-м месте с 829 очками.

### Сезон 2009/10 и зимние Олимпийские игры в Ванкувере

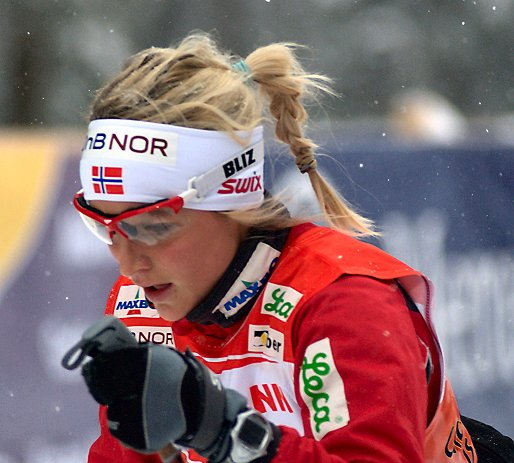
Тереза в январе 2010 года на Тур де Ски

Начало сезона Йохауг проводила со средними результатами (единственный подиум — второе место в эстафете на открытие сезона в Бейтостолене); не дошла до конца многодневки «Тур де Ски», однако показывая стабильность и давая повод тренерам быть уверенной в ней, отобралась на Олимпийские игры в Ванкувере, где приняла участие в трёх гонках. 21-летняя лыжница стала олимпийской чемпионкой в составе норвежской эстафетной четвёрки: вместе с Вибеке Скофтерюд, Кристин Стёрмер Стейрой и Марит Бьёрген. В других гонках[каких?] лыжница заняла шестое и седьмое места.
Конец сезона так же неплохо сложился для Терезы: первое место в эстафете в Лахти и третье в 10-километровом пасьюте в Фалуне.
В итоговой таблице результатов сезона лыжница остановилась на 17-м месте с 372 очками.

### Сезон 2010/11

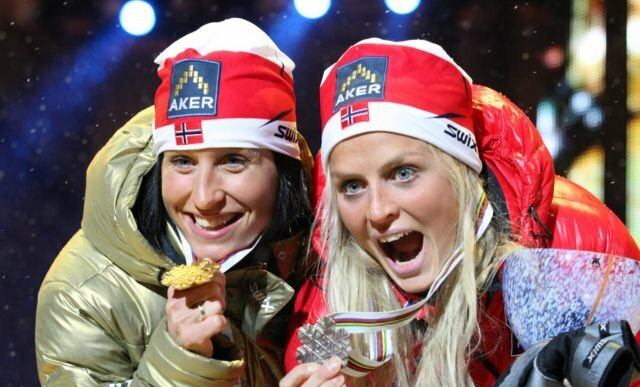
Тереза Йохауг с бронзовой медалью (справа) и Марит Бьёрген с золотой медалью по итогам скиатлона на чемпионате мира в Осло (26 февраля 2011 года)

Сезон Кубка мира 2010/11 стал настоящим взлётом в карьере Йохауг. Тереза начала с 9-го места в 10-километровой гонки в шведском Елливаре и с привычной для себя победы в эстафете там же. Лыжница одержала победу на одном из этапов мини-многодневки в финском Куусамо.
На этапе Кубка мира в Давосе Йохауг завоевала ещё один подиум, а в Ла Клюза — победу в эстафете.
«Тур де Ски» Тереза начала с низкого двадцать второго места в прологе, однако благодаря своим феноменальным возможностям и способностям в гонке в гору выбралась на второе итоговое место, оставшись позади Юстины Ковальчик, а по «чистому» времени снова стала первой с результатом 33 минуты 14,4 секунд. Этот результат по сей день считается лучшим.
Во второй части сезона Йохауг регулярно попадала в тройку лучших на этапах Кубка мира, однако некоторые этапы до чемпионата мира в Осло пропускала. В Осло стала двукратной чемпионкой мира в эстафете и коньковом марафоне, так же взяла бронзовую медаль в скиатлоне. Феноменальный отрыв и финиш, которые показала Йохауг в марафоне, навсегда останутся в мировой истории лыжных гонок.
Несмотря на значительные успехи на чемпионатах мира и Олимпийских играх, только в этом году Йохауг одержала первую личную победу на этапах Кубка мира. Произошло это в укороченном скиатлоне в Лахти 12 марта.
На заключительной мини-многодневке в Фалуне Тереза была третьей.
В итоговой таблице результатов сезона лыжница остановилась на 4-м месте с 1173 очками.

### Сезон 2011/12

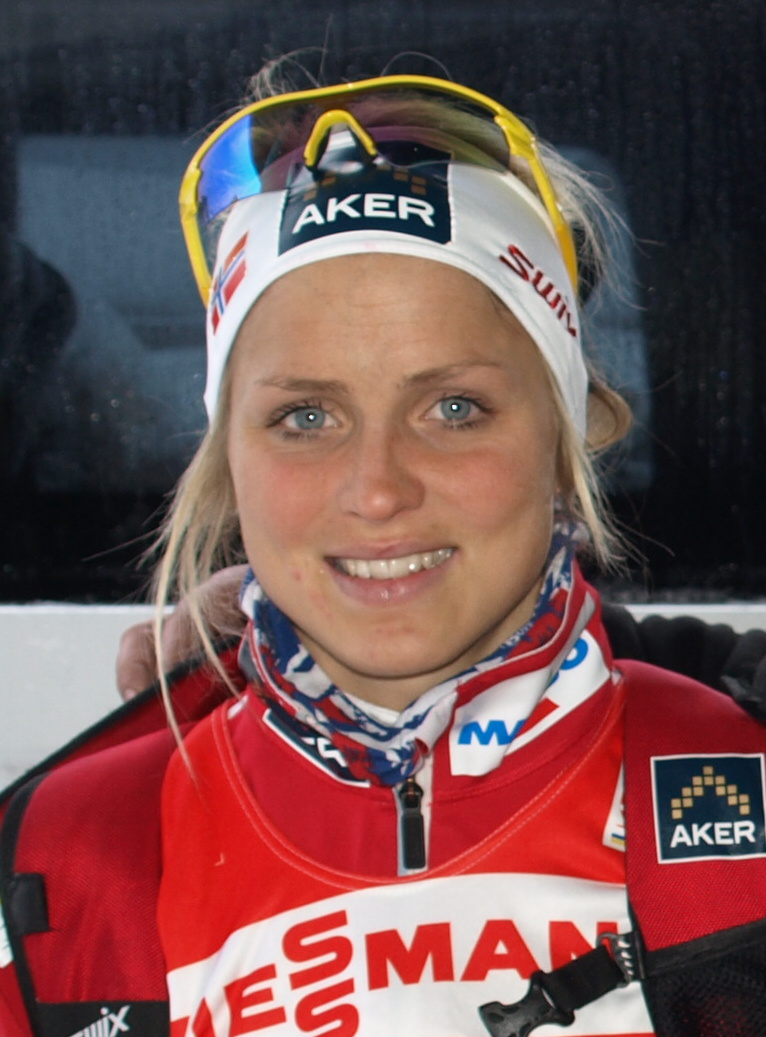
Тереза в феврале 2012 года

Этот сезон стал для Йохауг ещё лучше, чем предыдущий. В 2012 году норвежка забралась в тройку лучших лыжниц в общем зачёте Кубка мира.
Тереза начала с победы в Шушёэне в эстафете и седьмого места в 10-километровой гонке свободным стилем там же. На мини-многодневке в Куусамо заняла второе место.
Провела хороший «Тур де Ски», где показала, что равных в гонке в гору ей нет, и заняла итоговое третье место, пропустив вперёд Юстину Ковальчик и Марит Бьёрген.
На последующих этапах так же стабильно попадала на подиум, а свою вторую победу в личных гонках в Кубке мира одержала в скиатлоне в Рыбинске, обойдя соперниц на последнем подъёме и вырвавшись вперед. Её преимущество над Юстиной Ковальчик в той гонке составило около 30 секунд.
Победы продолжились. В аналогичном скиатлоне в Лахти Йохауг снова стала первой. На заключительной мини-многодневке в Фалуне была четвёртой.
Помимо Кубка мира в этом сезоне у Терезы в активе две серебряные и золотая медаль с Чемпионата Норвегии.
В итоговой таблице результатов сезона лыжница остановилась на 3-м месте с 1787 очками.

### Сезон 2012/13
Сезон 2012/2013 стал для Терезы непростым по большему счёту из-за того, что несколько этапов и «Тур де Ски» пропускала её подруга по команде Марит Бьёрген из-за болезни.
Йохауг ударно начала сезон. С двух побед на предсезонных гонках в Бейтостолене и с победы и второго места на открытие Кубка мира в Елливаре. В Кусамо чуть сбавила и стала только четвёртой.
Этапы до «Тур де Ски» лыжница пропускала, предпочтя им высокогорные тренировки к предстоящему чемпионату мира в Валь-ди-Фьемме. «Тур» так же получился непростым, но второе итоговое место и блестящая коронная гонка в гору, в которой лыжница отыграла 1 минуту 41 секунду у Ковальчик, скрасили предыдущие результаты.
На этапах Кубка мира, предшествующих чемпионату миру Тереза одержала ещё одну победу в личных гонках на 10 километров, после чего стала безоговорочным фаворитом в такой же гонке в Валь-ди-Фиемме.
С Чемпионата мира увезла четыре медали, две из которых золотые (эстафета и гонка на 10 километров), одна серебряная (скиатлон) и одна бронзовая (классический марафон). Получая в каждой гонке, в которой принимала участие, по медали показала наибольшую эффективность среди других лыжниц.
Ещё одним звёздным часом для лыжницы стал 30-километровый марафон в Осло, где в своем стиле двухгодичной давности она финишировала с отрывом в 50 секунд от ближайшей преследовательницы. Так же Йохауг получила «Медаль Холменколлена» из рук самого короля Норвегии Харальда V за выдающиеся достижения в области лыжного спорта.
В итоговой таблице результатов сезона лыжница остановилась на втором месте с 1507 очками.

### Сезон 2013/14 и зимние Олимпийские игры в Сочи
В сезоне 2013/14 Тереза одержала победу в Тур де Ски в отсутствие Юстины Ковальчик и Марит Бьёрген, которая принимала участие только в первых стартах Тура. Тереза стала первой норвежской лыжницей, одержавшей победу в Тур де Ски. Этот успех во многом предопределил и первую победу Йохауг в общем зачёте Кубка мира и дистанционных видах, где она набрала 1545 и 750 очков соответственно. Судьба Большого хрустального глобуса решалась на последних стартах в Фалуне, где Бьёрген была очень близка к победе в общем зачёте, но Терезе всё-таки удалось удержать жёлтую майку, одержав две победы подряд в скиатлоне и гонке преследования свободным стилем на 10 км.
Однако успех в Тур де Ски сказался на результатах её выступлений на Олимпиаде в Сочи, где она осталась без золота, завоевав серебряную медаль в масс-старте свободным стилем на 30 км и бронзу на дистанции 10 км с раздельным стартом.

### Сезон 2014/2015
На главном старте сезона чемпионате мира в Фалуне Тереза стала главной героиней, выиграв 3 золотые медали в скиатоне, гонке на 30 км классическим стилем и эстафете, доведя тем самым количество своих побед на чемпионатах мира до 7.

### Сезон 2022 года
На XXIV зимних Олимпийских играх в феврале 2022 года в Пекине Тереза на дистанции женского скиатлона завоевала золотую медаль олимпийских игр, опередив второго призёра Наталью Непряеву на 30,2 секунды.
Йохауг объявила, что завершит карьеру 5 марта 2022 года в масс-старте на 30 км в Холменколлене. Спортсменка уточнила, что больше не хочет посвящать всё своё время беговым лыжам.

### Йохауг и спринтерские виды
Слабым местом Терезы Йохауг в лыжных гонках являются спринтерские виды. Показав себя изначального хорошей дистанционщицей с феноменальной выносливостью, Йохауг раз за разом «проваливает» спринты. Это одна из проблем лыжницы в многодневках, из-за которой она зачастую откатывается на много позиций назад. В большинстве случаев она не проходит даже квалификацию и не попадает в тридцатку лучших, которая даёт право соревноваться в следующих стадиях спринтерских забегов.
По сообщениям самой лыжницы, в межсезонье 2012 года она обращала особое внимание на спринт.
Лучшее место в спринте классическим стилем на Кубке мира у Йохауг 20-е, 21 января 2012 года в эстонском Отепя. На этапах многодневок — 8-е, 25 ноября 2011 года в финском Куусамо.
На крупных международных соревнованиях лыжница в спринтах не участвует.

## «Королева Горы»
Король и Королева горы — это неофициальное звание получают лыжник и лыжница, показавшие лучшее время в гонке на 9 километров в гору Альпе де Чермис (Италия). Тереза Йохауг — единственная в мире восьмикратная победительница этой гонки по «чистому» времени прохождения дистанции. Ей же принадлежит рекорд трассы: 32:16.4 минут в 2015 году.
| Год  | Участник            | Страна   | Время   |
| ---- | ------------------- | -------- | ------- |
| 2007 | Катержина Нойманова | Чехия    | 34:24.5 |
| 2008 | Валентина Шевченко  | Украина  | 34:06.2 |
| 2009 | Тереза Йохауг       | Норвегия | 35:07.7 |
| 2010 | Кристин Стейра      | Норвегия | 35:49.8 |
| 2011 | Тереза Йохауг       | Норвегия | 33:14.4 |
| 2012 | Тереза Йохауг       | Норвегия | 34:17.7 |
| 2013 | Тереза Йохауг       | Норвегия | 34:12.4 |
| 2014 | Тереза Йохауг       | Норвегия | 34:19.8 |
| 2015 | Тереза Йохауг       | Норвегия | 32:16.4 |
| 2016 | Тереза Йохауг       | Норвегия | 33:14.8 |
| 2019 | Тереза Йохауг       | Норвегия | 34:21.6 |

## Допинг
13 октября 2016 года было объявлено, что допинг-проба Йохауг дала положительный результат на анаболический стероид клостебол (clostebol), который запрещён Всемирным антидопинговым агентством (WADA). На пресс-конференции в тот же день Йохауг сказала, что это вещество попало в организм при использовании мази для губ «Трофодермин» (Trofodermin) в период с 4 сентября по 15 сентября. Положительный тест был взят 16 сентября 2016 года. По словам Йохауг, мазь ей дал доктор Фредерик С. Бендиксен, который на пресс-конференции подтвердил, что не заметил, что мазь содержит запрещённое вещество. Бендиксен ушёл со своего поста.
Норвежское антидопинговое агентство потребовало для лыжницы Йохауг 14 месяцев дисквалификации, начиная с 18 октября 2016 года. 16 декабря 2016 года временная дисквалификация была продлена ещё на два месяца — до 19 февраля 2017 года. В итоге антидопинговое агентство Норвегии дисквалифицировало Терезу на 13 месяцев. Срок дисквалификация Йохауг отсчитывается с 18 октября 2016 года, поэтому она имела шансы принять участие в Олимпиаде-2018 в Пхёнчхане. В июне 2017 года адвокат спортсменки сообщил, что Допинговый комитет Международной федерации лыжных видов спорта хочет, чтобы срок дисквалификации Терезы Йохауг был увеличен до 16−20 месяцев.
Незадолго до того, как у Терезы Йохауг выявили допинг, она в сентябре 2016 года сама в интервью журналистам сказала, что с ведома Олимпийского комитета Норвегии принимает противоастматические препараты, хотя диагноза «астма» у неё нет.
Спортивный арбитражный суд в Лозанне по апелляции FIS на решение Норвежского антидопингового агентства принял решение об увеличении срока дисквалификации Йохауг до 18 месяцев и она пропустила зимние Олимпийские игры 2018 года.

## Карьера модели и дизайнера одежды
Помимо лыжных гонок Йохауг занимается дизайном спортивной одежды собственной линии «Johaug», снимается в фото сессиях для глянцевых журналов, занимается благотворительностью и изучает экономику в Тронхеймской школе бизнеса. Тереза является лицом компании Schwartzkopf в линии средств ухода за волосами «GLISS».
Обладательница идеальной нордической внешности Тереза Йохауг востребована среди модельеров и дизайнеров одежды; часто снимается в фото сессиях для модных журналов. Она появлялась в таких изданиях как EGER, Donald, Løv, .no и др. Постоянная участница в презентации одежды Dale, которая является официальной одеждой норвежской сборной на Чемпионатах мира и других соревнованиях.
С 2012 года занимается разработкой собственной линии одежды под торговой маркой «Johaug». В октябре 2013 года планируется запуск персонального интернет-магазина.

## Самая популярная женщина Норвегии
По данным опросов некоторых норвежских СМИ Йохауг является самой популярной лыжницей и женщиной Норвегии наряду с Марит Бьёрген. В некоторых изданиях приводятся сведения, что она популярнее прославленного лыжника Петтера Нортуга.

## Упоминания в массовой культуре
В 3-й серии сериала «Лиллехаммер» на 19-й минуте офицер полиции Арви Эстли смотрит репортаж с телеканала TV2 о Терезе Йохауг.

## Появление на телевидении
Йохауг нечасто появляется в развлекательных ночных шоу на норвежском телевидении. В частности в 2010 и 2012 годах она была замечена в эфире шоу Senkveld на канале TV2. Так же Тереза принимала участие в шоу шведского канала SVT24 в 2012 году.
В 2011 году телеканалом NRK снят документальный сюжет о её жизни в горной деревне Далсбюгда.
Йохауг принимала активное участие в продвижении города Осло в качестве столицы зимних Олимпийских игр 2022 года, однако заявка Осло была отозвана осенью 2014 года, а в итоге летом 2015 года Игры были отданы Пекину.

## Результаты

### Олимпийские игры
6 медалей (4 золотые, 1 серебряная, 1 бронзовая)
| Олимпийские игры | Спринт       | Командный спринт | 10 км раздельный старт | 7,5+7,5 км скиатлон | 30 км масс-старт | Эстафета     |
| ---------------- | ------------ | ---------------- | ---------------------- | ------------------- | ---------------- | ------------ |
| 2010 Ванкувер    | —            | —                | —                      | 6                   | 7                | 1            |
| 2014 Сочи        | —            | —                | 3                      | 4                   | 2                | 5            |
| 2018 Пхёнчхан    | Не выступала | Не выступала     | Не выступала           | Не выступала        | Не выступала     | Не выступала |
| 2022 Пекин       | —            | —                | 1                      | 1                   | 1                | 5            |

### Чемпионаты мира по лыжным видам спорта
23 медали (14 золотых, 5 серебряных, 4 бронзовые)
| Чемпионат мира          | Спринт                             | Командный спринт                   | 10 км раздельный старт             | Скиатлон                           | 30/50 км масс-старт                | Эстафета                           |
| ----------------------- | ---------------------------------- | ---------------------------------- | ---------------------------------- | ---------------------------------- | ---------------------------------- | ---------------------------------- |
| 2007 Саппоро            | —                                  | —                                  | —                                  | —                                  | 3                                  | —                                  |
| 2009 Либерец            | —                                  | —                                  | 10                                 | 6                                  | 4                                  | 4                                  |
| 2011 Осло-Хольменколлен | —                                  | —                                  | 4                                  | 3                                  | 1                                  | 1                                  |
| 2013 Валь-ди-Фьемме     | —                                  | —                                  | 1                                  | 2                                  | 3                                  | 1                                  |
| 2015 Фалун              | —                                  | —                                  | 27                                 | 1                                  | 1                                  | 1                                  |
| 2017 Лахти              | не выступала из-за дисквалификации | не выступала из-за дисквалификации | не выступала из-за дисквалификации | не выступала из-за дисквалификации | не выступала из-за дисквалификации | не выступала из-за дисквалификации |
| 2019 Зефельд            | —                                  | —                                  | 1                                  | 1                                  | 1                                  | 2                                  |
| 2021 Оберстдорф         | —                                  | —                                  | 1                                  | 1                                  | 1                                  | 1                                  |
| 2025 Тронхейм           | —                                  | —                                  | 2                                  | 2                                  | 3                                  | 2                                  |

### Кубок мира
| 2013/14 Итоги | 2013/14 Итоги | Куусамо | Лиллехаммер | Лиллехаммер | Давос | Давос | Асайо | Асайо | Тур де Ски | Нове Место | Нове Место | Шклярска Пореба | Шклярска Пореба | Тоблах | Тоблах | Лахти | Лахти | Драммен | Осло | Фалун |
| Очков         | Место         | 15M     | 10C         | Эст         | 15F   | Сп    | Сп    | КС    | ТдС        | Сп         | КС         | Сп              | 10С             | 10С    | Сп     | Сп    | 10F   | Сп      | 30С  | 25М   |
| —             | —             | —       | —           | —           | —     | —     | —     | —     | —          | —          | —          | —               | —               | —      | —      | —     | —     | —       | —    | —     |

| 2012/13 Итоги | 2012/13 Итоги | Елливаре | Елливаре | Куусамо | Квебек | Квебек | Кэнмор | Кэнмор | Кэнмор | Тур де Ски | Либерец | Либерец | Ля Клюза | Ля Клюза | Сочи | Сочи | Сочи | Давос | Давос | Лахти | Лахти | Драммен | Осло | Стокгольм | Фалун |
| Очков         | Место         | 10F      | Эст      | 15М     | КС     | Сп     | 10С    | Сп     | Ски    | ТдС        | Сп      | КС      | 10С      | Эст      | Сп   | Ски  | КС   | Сп    | 10F   | Сп    | 10С   | Сп      | 30F  | Сп        | 25М   |
| 1503          | 2             | 2        | 1        | 4       | —      | —      | —      | —      | —      | 2          | —       | —       | 2        | 1        | —    | —    | —    | —     | 1     | 49    | 4     | —       | 1    | —         | 2     |

| 2011/12 Итоги | 2011/12 Итоги | Шушёэн | Шушёэн | Куусамо | Дюссельдорф | Дюссельдорф | Давос | Давос | Рогла | Рогла | Тур де Ски | Милан | Милан | Отепя | Отепя | Москва | Рыбинск | Рыбинск | Нове Место | Нове Место | Шклярска Пореба | Шклярска Пореба | Лахти | Лахти | Драммен | Осло | Стокгольм | Фалун |
| Очков         | Место         | 10F    | Эст    | 15М     | Сп          | КС          | 15F   | Сп    | 10С   | Сп    | ТдС        | Сп    | КС    | Сп    | 10С   | Сп     | 10F     | Ски     | 15С        | Эст        | Сп              | 10С             | Ски   | Сп    | Сп      | 30С  | Сп        | 25М   |
| 1787          | 3             | 7      | 1      | 2       | —           | —           | 3     | —     | 2     | 50    | 3          | —     | —     | 20    | 3     | —      | 4       | 1       | 3          | 1          | —               | 3               | 1     | —     | —       | 3    | —         | 4     |

| 2010/11 Итоги | 2010/11 Итоги | Елливаре | Елливаре | Куусамо | Дюссельдорф | Дюссельдорф | Давос | Давос | Ля Клюза | Ля Клюза | Тур де Ски | Либерец | Либерец | Отепя | Отепя | Рыбинск | Рыбинск | Рыбинск | Драмен | Драмен | Лахти | Лахти | Стокгольм | Фалун |
| Очков         | Место         | 10F      | Эст      | 15М     | Сп          | КС          | 10С   | Сп    | 15F      | Эст      | Тдс        | Сп      | КС      | 10С   | Сп    | 10М     | Сп      | Эст     | 10С    | Сп     | 10М   | Сп    | Сп        | 25М   |
| 1174          | 4             | 9        | 1        | 10      | —           | —           | 3     | —     | 13       | 1        | 2          | —       | —       | 3     | —     | —       | —       | —       | 4      | —      | 1     | —     | —         | 3     |

| 2009/10 Итоги | 2009/10 Итоги | Бейтостолен | Бейтостолен | Куусамо | Куусамо | Дюссельдорф | Дюссельдорф | Давос | Давос | Рогла | Рогла | Тур де Ски | Отепя | Отепя | Рыбинск | Рыбинск | Рыбинск | Кэнмор | Кэнмор | Лахти | Лахти | Драмен | Осло | Осло | Стокгольм | Фалун |
| Очков         | Место         | 10F         | Эст         | Сп      | 10С     | СП          | КС          | 10F   | Сп    | Сп    | 15С   | ТдС        | 10С   | Сп    | Сп      | 15М     | КС      | 10F    | Сп     | 15М   | Эст   | Сп     | 30F  | Сп   | Сп        | 25M   |
| 372           | 17            | 17          | 2           | —       | 22      | —           | —           | 28    | —     | —     | 25    | DNF        | —     | —     | —       | —       | —       | —      | —      | 3     | 1     | —      | 3    | 53   | —         | 7     |

| 2008/09 Итоги | 2008/09 Итоги | Елливаре | Елливаре | Куусамо | Куусамо | Ля Клюза | Ля Клюза | Давос | Давос | Дюссельдорф | Дюссельдорф | Тур де Ски | Ванкувер | Ванкувер | Ванкувер | Отепя | Отепя | Либерец | Либерец | Рыбинск | Рыбинск | Вальдидентро | Вальдидентро | Лахти | Лахти | Тронхейм | Тронхейм | Стокгольм | Фалун |
| Очков         | Место         | 10F      | Эст      | Сп      | 10С     | 15F      | Эст      | 10С   | Сп    | Сп          | КС          | ТдС        | Спр      | 15М      | КС       | 10С   | Сп    | 10F     | Сп      | Сп      | 10С     | Сп           | 10F          | Сп    | 10C   | Сп       | 30C      | Сп        | 25M   |
| 829           | 8             | 4        | 1        | —       | 13      | 3        | 3        | —     | —     | —           | —           | 6          | —        | —        | —        | 5     | —     | —       | —       | —       | —       | —            | 17           | —     | 10    | 33       | 7        | —         | 2     |

| 2007/08 Итоги | 2007/08 Итоги | Дюссельдорф | Дюссельдорф | Бейтостолен | Бейтостолен | Куусамо | Куусамо | Давос | Давос | Рыбинск | Рыбинск | Тур де Ски | Кэнмор | Кэнмор | Кэнмор | Кэнмор | Отепя | Отепя | Либерец | Либерец | Фалун | Фалун | Стокгольм | Лахти | Лахти | Драмен | Осло | Бормио | Бормио | Бормио |
| Очков         | Место         | Сп          | КС          | 10F         | Эст         | Сп      | 10С     | 10С   | Эст   | 15F     | Сп      | ТдС        | 15М    | Сп     | 10F    | Сп     | 10C   | Сп    | 10F     | Эст     | 7,6F  | КС    | Сп        | Сп    | 10С   | Сп     | 30С  | 3,3F   | 10C    | 10F    |
| 403           | 18            | —           | —           | 10          | 1           | —       | 6       | 20    | 1     | —       | —       | 14         | —      | —      | —      | —      | 3     | —     | —       | —       | —     | —     | —         | —     | —     | —      | 4    | 19     | —      | 21     |

| 2006/07 Итоги | 2006/07 Итоги | Дюссельдорф | Дюссельдорф | Елливаре | Елливаре | Куусамо | Куусамо | Конье | Ля Клюза | Ля Клюза | Тур де Ски | Рыбинск | Рыбинск | Отепя | Отепя | Давос | Давос | Чангчун | Чангчун | Лахти | Лахти | Драммен | Осло | Стокгольм | Фалун | Фалун |
| Очков         | Место         | Сп          | КС          | 10F      | Эст      | Сп      | 10С     | 10С   | 15F      | Эст      | ТдС        | 15F     | Сп      | 10C   | Сп    | 10F   | Эст   | Сп      | 10F     | Сп    | 10C   | Сп      | 30С  | Сп        | 15М   | Эст   |
| 92            | 44            | —           | —           | —        | —        | —       | —       | —     | —        | —        | —          | —       | —       | 8     | —     | 33    | 8     | —       | —       | —     | —     | —       | —    | —         | 3     | 4     |

Примечания к таблице:
Сп — спринт
КС — командный спринт
Эст — эстафета
Ски — скиатлон
10/15F — 10/15 километров свободным стилем
10/15С — 10/15 километров классическим стилем
М — положение в общем зачёте многодневки